# Batman and Robin (Sun Ra & The Blues Project)
Batman and Robin: The Sensational Guitars of Dan and Dale è un album discografico inciso sotto falso nome dal musicista jazz Sun Ra e da membri del gruppo blues rock The Blues Project. Il disco venne pubblicato a nome "The Sensational Guitars of Dan & Dale" dalla Tifton Record Company nel 1966.

## Il disco
Si tratta di uno dei casi più singolari di album discografico inciso in incognito a scopo commerciale. Il disco venne registrato nel 1966 dietro richiesta del produttore Tom Wilson che offrì una cospicua somma al jazzista d'avanguardia Sun Ra, ad alcuni musicisti della sua Arkestra, e a vari membri dei The Blues Project, per incidere una mezz'ora di musica da includere nell'album Batman and Robin (personaggi che all'epoca stavano riscuotendo enorme successo grazie alla contemporanea serie televisiva) accreditandosi come la band fittizia "The Sensational Guitars of Dan & Dale". Ad eccezione della prima traccia sull'album, dei titoli dati alle canzoni e della copertina (che probabilmente costò di più in termini di diritti per l'utilizzo dell'immagine di Batman, della sessione stessa), nessuno dei brani presenti ha nulla a che fare con Batman o con i fumetti in generale. Si tratta prevalentemente di brani di pubblico dominio (per esempio sono presenti temi di Chopin, Tchaikovsky, e Bach) eseguiti in stile rhythm and blues. L'idea dell'album venne da un'azienda produttrice di giocattoli del New Jersey che finanziò il progetto per poter rivendere il disco come un album di musica per bambini lucrando sul successo della serie TV di Batman e Robin. Oltre a Sun Ra e la sua band, parteciparono alla sessione Danny Kalb, Andy Kulberg, Steve Katz, e Roy Blumenfeld. La maggior parte della prima facciata dell'LP viene solitamente attribuita a Sun Ra, sebbene Kalb e Katz essendo gli unici chitarristi in studio, sembrano essere stati presenti un po' ovunque, mentre il secondo lato è attribuito principalmente ai Blues Project.

## Tracce
1. Batman Theme – 2:15 (Neal Hefti)
2. Batman's Batmorang – 2:51
3. Batman and Robin Over the Roofs – 6:50
4. The Penguin Chase – 2:43
5. Flight of the Batman – 2:09
6. Joker Is Wild – 1:58
7. Robin's Theme – 3:05
8. Penguin's Umbrella – 3:05
9. Batman and Robin Swing – 2:42
10. Batmobile Wheels – 2:08
11. The Riddler's Retreat – 2:12
12. The Bat Cave – 2:47

## Formazione
- Marshall Allen: Sax alto
- Roy Blumenfeld: Batteria
- John Gilmore: Sax tenore
- Danny Kalb: Chitarra
- Steve Katz: Chitarra
- Al Kooper: Organo
- Andy Kulberg: Basso
- Pat Patrick: Basso
- Sun Ra: Organo Hammond
- Tom Wilson: Produzione